# V.I.P. – Több, mint testőr
A V.I.P. – Több, mint testőr, röviden V.I.P. (V.I.P.: Vallery Irons Pártfogás) amerikai akcióvígjáték-drámasorozat, melyből 1998 és 2002 között négy évad készült el. A sorozatot 2001. július 14-én mutatták be a TV2-n, majd 2005. január 9-től RTL Klub is leadta.

## Cselekmény
Vallery Irons (Pamela Anderson) és barátnője hot-dog árusként dolgoznak, mikor egy híres mozisztár meghívja Valleryt egyik filmje díszbemutatójára. A gálán megtámadják a színészt, aki Vallery mögé bújik, a nőnek pedig táskájával sikerül lefegyvereznie a támadót. Hogy a sztár ne tűnjön gyávának, Valleryt a személyes testőrének mondja az újságírók előtt. Eközben egy csapat magántestőrt átver a főnökük és a látszólag jól menő vállalkozást átadja beosztottjainak fizetésük ellenében. Miután a főnök eltűnt, hamar kiderül, hogy a vállalat tele van adóssággal. Szerencsés véletlen folytán a csapat éppen annál a hot-dogos standnál áll meg bekapni néhány falatot, ahol Vallery dolgozik. Az új vállalkozásnak egy reklámarc kell, így felajánlják Vallerynek a névleges főnöki beosztást és megígérik neki, hogy semmi dolga nem lesz a közszereplésen kívül, semmilyen veszélyes helyzetbe nem fog kerülni. Ez persze nem minden esetben alakul így.

## Szereplők
| Szereplő          | Színész         | Magyar hang                               | Leírás                                                                                              |
| ----------------- | --------------- | ----------------------------------------- | --------------------------------------------------------------------------------------------------- |
| Vallery Irons     | Pamela Anderson | Hegyi Barbara                             | A V.I.P. reklámarca                                                                                 |
| Tasha Dexter      | Molly Culver    | Kiss Eszter Náray Erika                   | Volt KGB-, FBI- és CIA-ügynök                                                                       |
| Nikki Franco      | Natalie Raitano | Létay Dóra Tátrai Zita Kisfalvi Krisztina | Fegyver- és robbantásszakértő                                                                       |
| Quick Williams    | Shaun Baker     | Csőre Gábor                               | Exbokszoló                                                                                          |
| Kay Simmons       | Leah Lail       | Németh Borbála                            | A csapat számítógépes zsenije                                                                       |
| Maxine De La Cruz | Angelle Brooks  | Bertalan Ágnes                            | Vallery legjobb barátnője (főszereplő a 3. és 4. évadban, mellékszereplőként az 1. és 2. évadokban) |
| Johnny Loh        | Dustin Nguyen   | Boros Zoltán                              | Volt Hongkong-i akcióhős és kaszkadőr (főszereplő a 2. évadtól, előtte mellékszereplő)              |

## Epizódok
| Évad | Évad | Epizódok | Eredeti sugárzás     | Eredeti sugárzás | Eredeti adó |
| Évad | Évad | Epizódok | Évadpremier          | Évadfinálé       | Eredeti adó |
| ---- | ---- | -------- | -------------------- | ---------------- | ----------- |
|      | 1    | 22       | 1998. szeptember 26. | 1999. május 22.  | Syndication |
|      | 2    | 22       | 1999. szeptember 25. | 2000. május 20.  | Syndication |
|      | 3    | 22       | 2000. október 7.     | 2001. május 19.  | Syndication |
|      | 4    | 22       | 2001. szeptember 22. | 2002. május 18.  | Syndication |